# 2025 au Vatican
Chronologie du Vatican
- 2021
- 2022
- 2023
- 2024
- 2025
- 2026
- 2027
- 2028
- 2029

Cette page concerne les évènements survenus en 2025 au Vatican.

## Évènements
- 6 janvier : sœur Simona Brambilla devient la première femme nommée à la tête d'un dicastère[1].
- 10 janvier : les homosexuels peuvent dorénavant accéder  à la prêtrise[2].
- 21 avril :  décès du pape François ; le camerlingue Kevin Farrell gère les affaires courantes.
- 26 avril : obsèques du pape François.
- 7 et 8 mai : conclave de 2025, le cardinal américain Robert Francis Prevost est élu pape sous le nom de Léon XIV.
- 18 mai : messe d'introduction du nouveau Pape (remplace l'intronisation)